# Jakob Strebel
Josef Jakob Strebel (* 8. Januar 1887 in Muri; † 19. Oktober 1965 in Pully) war ein Schweizer Jurist und konservativer Politiker.

## Leben

### Familie
Jakob Strebel war der Sohn des Landwirts und Gemeinderats Kaspar Strebel und von dessen Ehefrau Anna (geb. Melliger).
Er war mit Maria, der Tochter des Fürsprechers Julius Beck (1855–1920) und Enkelin von Franz Xaver Beck, verheiratet. Ihr Onkel war der Hochschullehrer und Theologe Joseph Beck.
Strebel wurde in Muri beigesetzt.

### Werdegang
Nachdem Strebel das Kollegium Sarnen, das von Benediktinern geleitet wurde, besucht hatte, immatrikulierte er sich zu einem Studium der Rechtswissenschaften an der Universität Freiburg im Breisgau und setzte das Studium an der Universität Leipzig sowie 1909 an der Universität Zürich und der Universität Bern fort; 1912 promovierte er an der Universität Bern zum Dr. jur.
Von 1913 bis 1921 war er als Rechtsanwalt in Muri tätig, bevor er von 1921 als Nachfolger des verstorbenen Emil Schurter (1864–1921) bis zu seinem Rücktritt 1954 als Bundesrichter der 1. und ab 1922 der 2. Zivilabteilung (1939–1940 Präsident der 2. Zivilabteilung) tätig war; von 1937 bis 1938 war er, als Nachfolger von Arthur Couchepin (1869–1941), Präsident des Bundesgerichts; ihm folgte Robert Fazy (1872–1956) als Präsident. Nach seiner Zurruhesetzung war Joseph Plattner (1902–1965) sein Nachfolger am Bundesgericht.
Im Zuge des Wechsels zum Bundesgericht übergab er 1921 seine Rechtsanwaltspraxis an Josef Rüttimann (1887–1975).
1913 wurde er Redaktor des Presseorgans Der Freischütz der Katholisch-Konservativen Volkspartei des Bezirks Muri.
Er war von 1929 bis 1949 Dozent für schweizerisches Privatrecht an der Universität Lausanne und seit 1949 Honorarprofessor.
Am Bundesgericht entwickelte er eine enge Freundschaft mit Johann Engeler (1864–1949).

### Politisches und gesellschaftliches Wirken
Von 1913 bis 1921 war Strebel katholisch-konservativer Aargauer Grossrat (1920 Vizepräsident) und vom 27. Januar 1919 bis zum 1. April 1921, als Nachfolger des verstorbenen Jakob Nietlispach, Nationalrat; dort folgte ihm Hans Hilfiker (1892–1967) nach.
Im Nationalrat war er Mitglied der Kommissionen für das Strafgesetzbuch, der Vorlage über die Alters-, Invaliditäts- und Hinterbliebenenversicherung und seit 1920 Präsident der Begnadigungskommission.
Bereits 1920 setzte er sich mit der Initiative Rothenberger (siehe Christian Rothenberger) für die Schaffung der Alters- und Hinterlassenenversicherung (AHV) ein und war von 1939 an bis zur Einführung der AHV, 1948, Präsident der Rekurskommission der Ausgleichskassen und der Aufsichtskammer der Wehrmannsausgleichkassen.
1927 hielt er die Festrede am Alt-Sarnertag anlässlich des 900. Gründungsjubiläums des Klosters Muri-Gries.
Seit dem 1. Oktober 1945 war er Mitglied der Konsultativen Kommission für die Prüfung der Satzung der Vereinten Nationen.
Er war auch Präsident der Aargauer römisch-katholischen Synode.

### Schriftstellerisches Wirken
Strebel veröffentlichte sowohl juristische als auch heimatkundliche Schriften.

## Orden und Ehrenauszeichnungen
Strebel wurde 1937 von der Universität Lausanne zum Ehrendoktor ernannt.
Für seine Schrift Des Klosters Muri Kampf und Untergang nahm ihn das Kloster Muri mit Kapitelbeschluss vom 16. Dezember 1954 als frater conscriptus (= zugeschriebener Bruder; gemeint ist ein Laie, der als Mitbruder bei einem Kloster aufgenommen wird) auf.

## Mitgliedschaften
Strebel war Mitglied der Schülerverbindung Argovia (siehe Alte Kantonsschule Aarau), und am Kollegium Sarnen, als Mitglied der Studentenverbindung Subsilvania, war er Leibbursche von Alois Baeriswyl (1889–1960).
1956 engagierte er sich im Schweizerischen Verein der Freunde des Freien Ungarns.

## Schriften (Auswahl)
- Der Schweizerische Staatsgedanke: Vortrag. In: Die Schweiz im heutigen Europa. Heft 1, Zürich 1938.
- Kommentar zum Bundesgesetz über den Motorfahrzeug- und Fahrradverkehr.
  - Band 1. Zürich, 1934.
  - Band 2. Zürich, 1938.
- Schweizerisches Automobilrecht. Zürich 1938.
- Des Klosters Muri Kampf und Untergang. Luzern 1940.
- Die Grundlagen unserer Automobil-Haftpflichtversicherung. 1940.
- Philipp Anton von Segesser 1817–1888. In: Schweizer Juristen der letzten Hundert Jahre. Zürich 1944.
- Geschiedene Ehen – Erfahrungen und Gedanken eines Richters. Luzern, 1944.
- Friede in Ordnung und Gerechtigkeit. In: Freiburger Nachrichten. 22. März 1948, S. 1 (Digitalisat).
- Recht und Unrecht im Alltag. Olten und Freiburg im Breisgau, 1957.